# Encora
Encora ist ein deutsches Musiklabel für Klassik  und Singer/Songwriter, welches 2005 gegründet wurde.

## Profil
Das Label veröffentlicht CDs und SACDs in den Sparten Klassik, Akkordeon, Gitarre/Mandoline, Singer/Songwriter und Neue Musik.

## Auszeichnungen
Die SACD „Insomnio“ mit Werken von Tiensuu, Wood, de Man und Francesconi wurde mit einer Nominierung zum Preis der deutschen Schallplattenkritik 2011 ausgezeichnet.

## Künstler
Folgende Künstler sind auf Veröffentlichungen des Labels encora zu hören:
- Ensemble Insomnio
- Markus Segschneider
- Duo per due
- Orchester des Hauses Hohner
- Sabine Ambos & Gitarrenduo Kvaratskhelia
- Boris Andrianov
- Jia Wang
- Christian Buck
- Oakmount Trio
- Sirocco Saxophone Quartet
- Edith Orloff
- John Walz